# Blue October
Blue October es un grupo de rock de Houston, EE. UU.. El grupo se formó en 1995 y sus miembros actuales son Justin Furstenfeld (vocalista), Jeremy Furstenfeld (batería), Ryan Delahoussaye (violín, mandolina, piano...), C.B. Hudson (guitarra) y Matt Noveskey (bajo).
Blue October editó su primer disco, The Answers, en 1998. Este disco solo tuvo un impacto significativo en Houston, pero consiguió captar la atención de las grandes discográficas, firmando en 1999 por Universal Records. Con esta discográfica, la banda editó su segundo álbum, Consent to Treatment. No fue hasta su tercer disco, History for Sale, cuando el grupo logró una mayor audiencia, sobre todo con el éxito de su sencillo "Calling You".
Su cuarto álbum, Foiled, es hasta la fecha su disco de mayor éxito con canciones como "Hate Me" y "Into the Ocean".

## Discografía

### Álbumes

#### Álbumes de estudio
- 1998 - The Answers
- 2000 - Consent to Treatment
- 2003 - History for Sale
- 2004 - Argue With a Tree...
- 2006 - Foiled
- 2009 - Approaching Normal
- 2011 - Any Man in America
- 2013 - Sway
- 2016 - Home
- 2018 - I Hope You’re Happy
- 2020 - This Is What I Live For
- 2022 - Spinning the truth around (part I)
- 2023 - Spinning the truth around (part II)

#### Álbumes en directo
- 2004 - Argue with a Tree...
- 2007 - Foiled for the Last Time
- 2011 - Ugly Side: An Acoustic Evening with Blue October
- 2015 - Things We Do At Night (Live From Texas)

### Sencillos
| Año  | Título                  | U.S. Hot 100 | U.S. Alt. Songs | U.S. Main- stream Rock | U.S. Rock Songs | U.S. Adult Pop | Disco                    |
| ---- | ----------------------- | ------------ | --------------- | ---------------------- | --------------- | -------------- | ------------------------ |
| 2000 | "Breakfast After 10"    | —            | —               | —                      | —               | —              | Consent to Treatment     |
| 2000 | "HRSA"                  | —            | —               | —                      | —               | —              | Consent to Treatment     |
| 2000 | "James"                 | —            | —               | —                      | —               | —              | Consent to Treatment     |
| 2003 | "Calling You"           | —            | —               | —                      | —               | 35             | History for Sale         |
| 2006 | "Hate Me"               | 31           | 2               | 21                     | —               | 13             | Foiled                   |
| 2006 | "Into the Ocean"        | 53           | 20              | —                      | —               | 10             | Foiled                   |
| 2007 | "She's My Ride Home"    | —            | —               | —                      | —               | —              | Foiled                   |
| 2007 | "Calling You" (Remix)   | 114          | —               | —                      | —               | 17             | Foiled for the Last Time |
| 2008 | "Dirt Room"             | —            | 7               | 31                     | —               | —              | Approaching Normal       |
| 2009 | "Say It"                | —            | 28              | —                      | 44              | 29             | Approaching Normal       |
| 2009 | "Jump Rope"             | —            | —               | —                      | —               | —              | Approaching Normal       |
| 2010 | "Should Be Loved"       | —            | —               | —                      | —               | 31             | Approaching Normal       |
| 2011 | "The Chills"            | —            | 27              | —                      | 46              | —              | Any Man in America       |
| 2011 | "The Feel Again (Stay)" | —            | —               | —                      | —               | —              | Any Man in America       |
| 2012 | "The Worry List"        | —            | —               | —                      | —               | —              | Any Man in America       |
| 2012 | "The Scar"              | —            | —               | —                      | —               | —              | Sencillo sin álbum       |
| 2013 | "Bleed Out"             | —            | 22              | —                      | —               | —              | Sway                     |
| 2013 | "Angels in Everything"  | —            | —               | —                      | —               | —              | Sway                     |
| 2014 | "Sway"                  | —            | —               | —                      | —               | —              | Sway                     |
| 2014 | "Fear"                  | —            | —               | —                      | —               | —              | Sway                     |
| 2015 | "Home"                  | —            | —               | —                      | 38              | 27             | Sway                     |
| 2016 | "I Want It"             | —            | —               | —                      | —               | 35             | Sway                     |
| 2018 | "I Hope You're Happy"   | —            | 19              | —                      | 13              | —              | I Hope You're Happy      |